# Cymatozus bestifer
Cymatozus bestifer är en tvåvingeart som först beskrevs av Friedrich Georg Hendel 1909.  Cymatozus bestifer ingår i släktet Cymatozus och familjen fläckflugor.
Artens utbredningsområde är Peru. Inga underarter finns listade i Catalogue of Life.